# Vermögen der römisch-katholischen Kirche
Das Vermögen der römisch-katholischen Kirche setzt sich dezentral aus dem Vermögen des Heiligen Stuhls, der Bistümer und mit der römisch-katholischen Kirche verbundenen Organisationen und Unternehmen zusammen. Maßgebliche Einflussfaktoren der Kirchenfinanzierung sind neben Einnahmen aus Kirchensteuern, Kirchenbeiträgen, Spenden und Erträgen aus wirtschaftlichen Unternehmungen und Beteiligungen auch staatliche Unterstützungen und Steuervorteile. Die Vermögensverhältnisse kirchlicher Körperschaften und Einrichtungen sind in verschiedenen Teilen der Weltkirche und ihrer Ortskirchen außerordentlich unterschiedlich.

## Übersicht über einige Länder

### Heiliger Stuhl – Vatikan und Italien
Die Verwaltung der Immobilien, Kapitalanlagen und Liquidität der Kurie obliegt seit 1967 der Administratio Patrimonii Sedis Apostolicae (APSA). Das Istituto per le Opere di Religione (IOR) ist eine Bank im Besitz des Heiligen Stuhls.
Der Gesamtbesitz an Aktien und anderen Kapitalbeteiligungen des Vatikans wurde 1958 auf etwa 50 Milliarden DM geschätzt. 2007 sprach man von einem Vermögen zwischen 1,2 und zwölf Milliarden Euro, zu dem Goldreserven in der Schweiz und in den Vereinigten Staaten, Immobilien, Schatzbriefe, Aktien und festverzinsliche Wertpapiere gehören. Das Vermögen der Vatikanbank IOR liegt Schätzungen des Nachrichtenmagazins L’Espresso zufolge bei rund sechs Milliarden Euro.

### Deutschland

#### Vermögenswerte
Der Sozialwissenschaftler Carsten Frerk untersuchte 2001 das Vermögen der römisch-katholischen Kirche in Deutschland. Nach seinen Berechnungen summierten sich Ende 2002 die Werte von Grundbesitz, Immobilien, Geldanlagen und Beteiligungen der katholischen Kirche und der zu ihr gehörenden Institutionen auf ein Vermögen von 270 Milliarden Euro. Die römisch-katholische Kirche sei mit 8250 km² Grundeigentum größter privater Grundbesitzer in Deutschland. Frerk führte im Jahr 2013 neue Berechnungen durch, nach denen sich das Vermögen der katholischen Kirche 2013 auf bis zu 200 Milliarden Euro belief. Haupteinnahmequellen der Kirche seien die Kirchensteuer, Vermögenserträge und Staatsleistungen.
Das Vermögen des Erzbistums Paderborn betrug zum 25. Oktober 2016 4,16 Milliarden Euro; das Erzbistum Köln verfügt über 3,35 Milliarden Euro, das Bistum Limburg über 1,001 Milliarden Euro. Zum 31. Dezember 2017 betrug das Vermögen der Erzdiözese München und Freising 5,96 Milliarden Euro.

#### Einnahmen und Ausgaben
Der deutsche Staat verpflichtete sich bei Inkrafttreten der Weimarer Verfassung am 14. August 1919, jährliche Entschädigungszahlungen an Religionsgesellschaften für die Enteignung von Kirchenbesitz im 18. und 19. Jahrhundert (Säkularisation) zu leisten. Ebenfalls gibt die Weimarer Verfassung die Maßgabe vor, eine Ablösung der Staatsleistungen an die Religionsgesellschaften durch die Länder im Wege der Landesgesetzgebung vorzunehmen. Teilweise wurden diese Kirchenbaulasten mittlerweile (Stand 2016) abgelöst.
Der aus der Weimarer Verfassung übernommene Artikel 138, Absatz 1 des Grundgesetzes von 1949 besagt „Die auf Gesetz, Vertrag oder besonderen Rechtstiteln beruhenden Staatsleistungen an die Religionsgesellschaften werden durch die Landesgesetzgebung abgelöst. Die Grundsätze hierfür stellt das Reich auf.“

### Österreich
Stifte, die der römisch-katholischen Kirche zuzuordnen sind, beherbergen große Kulturschätze, und werden touristisch vermarktet, wie etwa die Stifte Admont und Melk.
Stift Admont hat großen Forstbesitz und betreibt ein Biomasseheizkraftwerk mit Abfällen der Holzwirtschaft.
Weite Teile des Gurktals in Kärnten sind Mensalgut der Kirche.

### Schweiz
Laut einer „konservativen Schätzung“ des Wirtschaftsmagazins ECO des Schweizer Radio und Fernsehens betragen die jährlichen Einnahmen der katholischen Kirche in der Schweiz fast eine Mrd. Franken; die Einnahmen stammten hauptsächlich aus Kirchensteuern; das Vermögen der katholischen Kirchgemeinden in der Schweiz wird auf mehr als 1,5 Mrd. Franken oder 1,37 Mrd. Euro (Stand März 2013) geschätzt.

### Vereinigte Staaten
In den Vereinigten Staaten besaß die römisch-katholische Kirche Anfang der 1970er Jahre über 1.100.000 ha Ackerland. Im Zuge der Missbrauchsskandale meldeten folgende Bistümer Konkurs an: das Bistum Davenport in Iowa, Bistum Fairbanks in Alaska, das Erzbistum Portland, das Bistum San Diego in Kalifornien, das Bistum Spokane in Washington, das Bistum Tucson in Arizona, das Bistum Wilmington in Delaware und das Erzbistum Milwaukee. Dadurch konnten die Diözesen Ansprüche von Klägern abwenden.